# Самолетен спорт
Самолетният спорт е технически вид спорт, където в качеството на „спортен уред“ се използва самолет.
Делят се на следните категории:
- установяване на авиационни рекорди по скорост, височина, далечина, продължителност, скорост на излитане, товароподемност;
- състезания на спортни и учебни самолети по:
  - висш пилотаж,
  - полет по маршрут (авиорали),
  - точност на приземяване.

Първото състезание със самолети е през 1909 г., но след това поради световните войни състезания не се провеждат дълго време. Самолетните спортове служат за много авиатори като тренировка за битка през войните.
Сред най-известните състезания по скорост, маршрут и др. днес са сериите „Ред Бул Еър Рейс“.